# Pasarón de la Vera
Pasarón de la Vera ist ein spanischer Ort und eine Gemeinde (municipio) mit 592 Einwohnern (Stand: 2024) in der Provinz Cáceres in der autonomen Gemeinschaft Extremadura.

## Lage und Klima
Pasarón de la Vera liegt knapp 70 km (Fahrtstrecke) nordnordöstlich der Provinzhauptstadt Cáceres in einer Höhe von ca. 600 m. Der Fluss Alagón begrenzt die Gemeinde im Nordwesten.

## Bevölkerungsentwicklung
| Jahr      | 1900 | 1950 | 1970 | 1981 | 1991 | 2001 | 2011 | 2021 |
| Einwohner | 1676 | 2127 | 1133 | 1003 | 725  | 709  | 660  | 606  |

Die Mechanisierung der Landwirtschaft und die Aufgabe bäuerlicher Kleinbetriebe („Höfesterben“) haben zu einer Abwanderung vieler Menschen in die Städte geführt.

## Wirtschaft
Die Landwirtschaft mit Viehzucht (ganadería) bildet die Wirtschaftsgrundlage der Gemeinde; infolgedessen haben sich einige kleinere verarbeitende Betriebe angesiedelt.

## Sehenswürdigkeiten
- Salvatorkirche
- Blasiuskapelle
- Christuskapelle
- Kapelle der Unbefleckten Empfängnis
- Museum des Malers Ricardo Pecharromán[5]

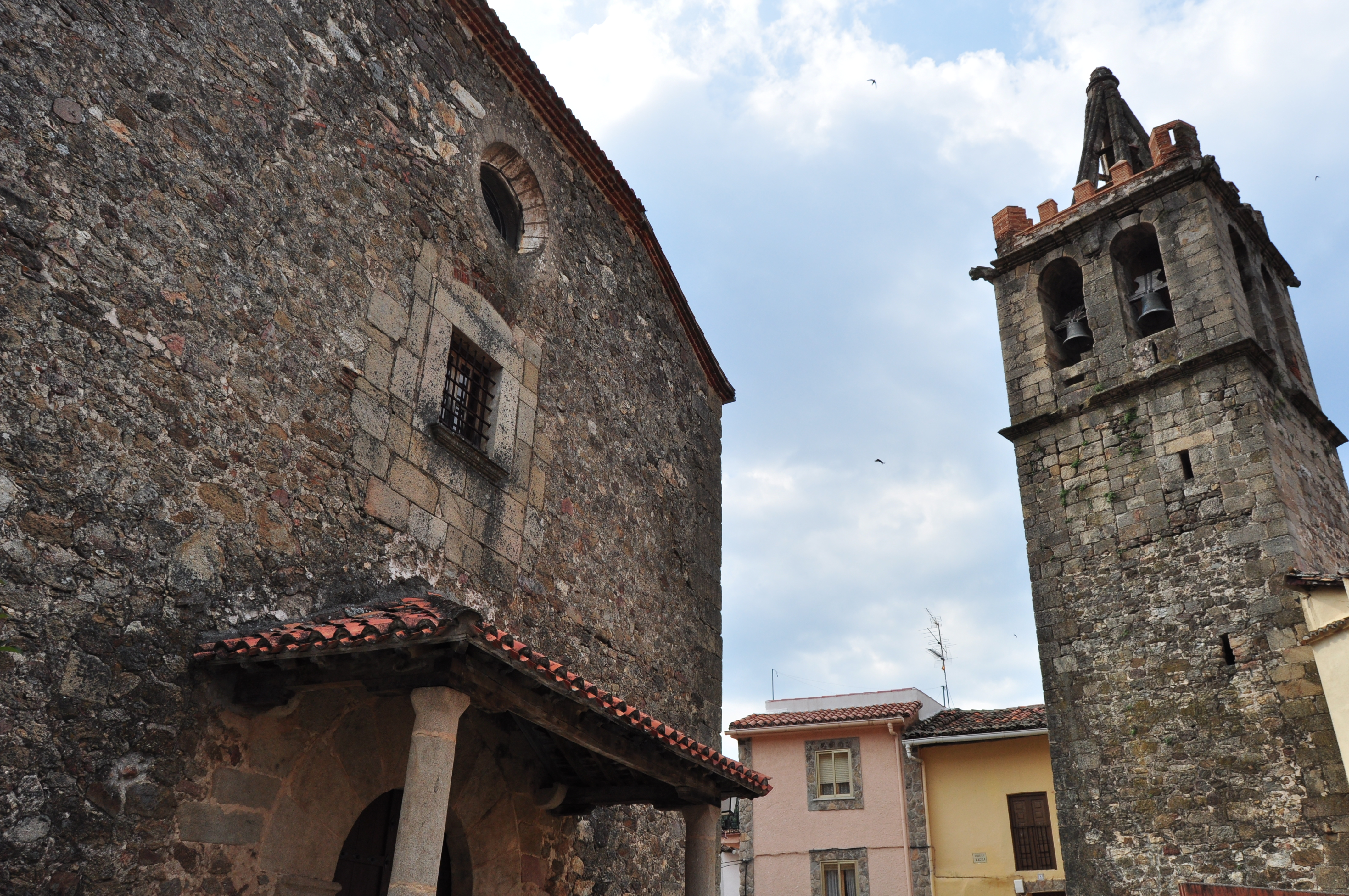
Salvatorkirche
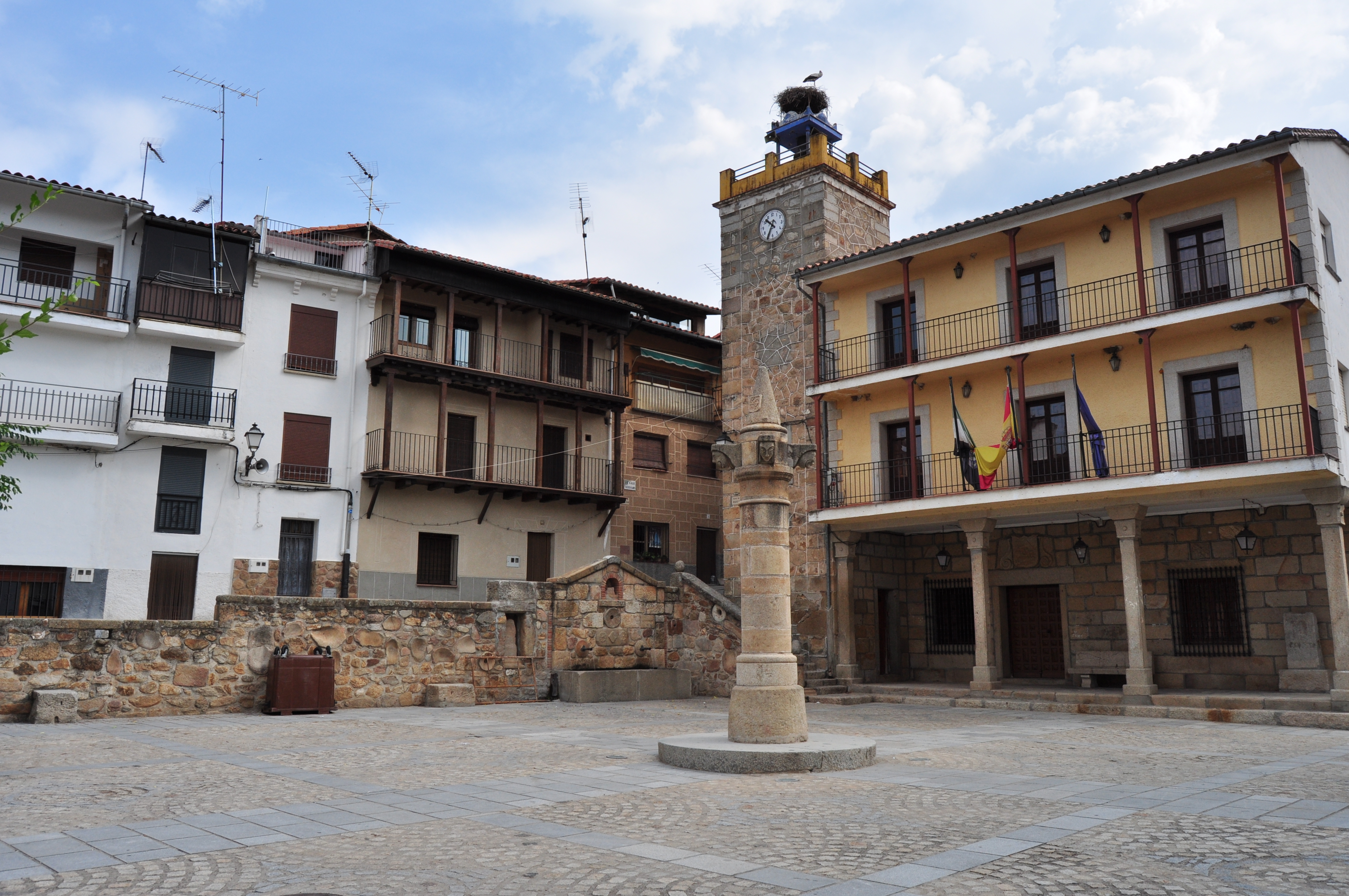
Rathaus